# Сага о клонах
Сага о клонах (англ. Clone Saga) — один из ключевых сюжетов во вселенной комиксов Marvel, продлившийся с 1994 по 1996, в ходе которого было создано большое количество клонов супергероя Человека-паука.
Эта история — самая спорная история из жизни Человека-Паука из всех, что только появлялись на свет. Хотя серия должна была продлиться меньше года, по итогам продаж она стала хитом, и ряду сценаристов было предложено продолжить Сагу. Получилось так, что сценаристы немного перестарались и серия в итоге растеряла всю свою популярность.
Хотя над Сагой о Клонах работало множество авторов, самыми главными, и наиболее значимыми являются Терри Кавана, который и предложил саму идею Саги, Говард Маки, который работал над большинством сюжетов, а также Джерри Конвей, который придумал оригинальный рассказ. Исполнительными редакторами выступили Том ДеФалко, Боб Будянски и Боб Харрас.

## Сюжет
После смерти Гвен Стейси, Майлз Уоррен решил отомстить Человеку-пауку. Уоррен создаёт клона Гвен, чтобы использовать её против Паука. Тогда Уоррен выяснил, что эксперименты с клонированием имели различные результаты; из нескольких клонов Человека-паука, которых создал Шакал, только один был идеальной копией оригинального. Вскоре Майлз Уоррен создаёт два клона самого себя, один из которых — полная копия, другой — модифицированная, подверженная вирус под названием Падаль.
Главным своим созданием Шакал считал идеальную копию Гвен.
Благодаря Тарантулу, Шакал избивает Человека-паука до бессознательного состояния и переносит его на Shea Stadium вместе с клоном Человека-паука. Двое пауков сражаются до тех пор, пока клон Стейси не срывает маску Шакала, Гвен обвиняет его во всех преступлениях, которые он совершил. Герои едва не убили друг друга, но решили объединить силы, чтобы спасти Гвен Стейси. В это время детонирует бомба, которую Шакал установил на стадионе раньше. От взрыва погибает Шакал. Пытаясь выручить любимую, Бен, как показалось Питеру, умер. Спайди, боясь, что тело выдаст его тайну, бросает клона в клубы дыма. Вскоре клон Гвен покидает Человека-паука в поисках новой жизни. Позднее выясняется, что Алый паук выжил, и взял имя Бен Рейли.

### Персонажи
- Человек-паук — настоящее имя Питер Паркер. Питер сражается с Шакалом и встречает своего клона, позже они вместе спасают Гвен Стейси.
- Алый Паук — клон Человека-паука. Исчез во время взрыва Шакала, но оказалось, что он выжил.
- Шакал — под маской Майлз Уоррен. Самый главный злодей в сюжете Сага о клонах. В конце Уоррен погибает.
- Гвен Стейси — клон погибшей Гвен Стейси. Была создана Шакалом. Клон Гвен приняла важную роль. В конце клон Гвен покидает Человека-паука в поисках новой жизни.

- Каин - загадочный убийца, под чьей маской скрывается изуродованный клеточной дегенерацией клон Питера Паркера. Один из ключевых участников истории.

- Спайдерсайд - усовершенствованный клон Человека-паука, служащий Шакалу.

- Джудас Тревеллер - загадочный странник, изучающий природу зла. У Тревеллера есть четверо последователей.

- Бун - последователь Джудаса Тревеллера.

- Медея - последовательница Джудаса Тревеллера.

- Чакра - последовательница Джудаса Тревеллера.

- Мистер Натч - последователь Джудаса Тревеллера.

## Ultimate Сага о клонах

Обложка комикса: Ultimate Spider-Man Vol 6 #103

В серии Ultimate Spider-Man, в сюжете Сага о клонах, создателем клонов Человека-паука является Доктор Осьминог. Клонов всего пять, их создали для ЦРУ, в целях использовать их для своего солдат-сверх-людей. А бывший лаборант Курта Коннорса, Бен Рейли был тем кто смог добыть ДНК Питера Паркера. Однако учёные надумали клонировать и Карнажа, в результате они создали клона Гвен Стейси, которая совершив побег, уничтожает лабораторию. В результате пять клонов Человека-Паука выбрались на свободу, первый из них, облаченный в броню Скорпиона, атакует торговый центр, где его побеждает Человек-Паук. Узнав, что парень в костюме Скорпиона клон, он отдает его Фантастической Четверке, чтобы те выяснили, кто его создал. Однако, другой изуродованный клон похищает Мэри Джейн Уотсон, одержимый защитить её, он наделяет девушку сверх-способностями сывороткой «ОЗ». Однако ещё один шестирукий клон в костюме Тарантула, пытается защитить девушку от безумного клона, но тот побеждает его. Тем временем Питер Паркер, узнав о исчезновении своей девушки, отправляется на её поиски, где сталкивается с девушкой, одетая в костюме Женщины-паук. Думая, что она похитила Мэри Джейн, Питер нападает на неё, однако девушка побеждает его и исчезает.
Не зная как быть дальше, Питер возвращается домой где встречает клона Гвен Стейси, которую также обнаруживает и тётя Мэй. Питеру приходится раскрыть своей тёте, что он Человек-Паук, но в этот момент появляется Ричард Паркер, отец Питера, который как выяснилось всё это время был жив. Вслед за ним, появляется Ник Фьюри, узнав о клоне, и со своими людьми окружает дом Паркеров, чтобы арестовать Человека-Паука. В панике Гвен превращается в Карнажа, из-за этого у Мэй случается сердечный приступ. Солдатам ЩИТ удаётся нейтрализовать девушку, с поддержкой Фантастической Четвёрки, которая также доставляет тётю Мэй в больницу. Однако, Питера выручает, снова появившийся девушка в паучьем костюме, которая как выясняется является клоном Паркера женского пола. Она информирует парня, что её и других клонов создали в качестве солдат-сверх-людей для ЦРУ. Девушка, зная кто похитил Мэри Джейн, приводит Питера в старое здание Озкорп Индастриз, где находят двух клонов и Мэри Джейн. Однако, сыворотка превращает девушку в монстра, но Питер приводит её в рассудок.
Позже в здание появляются солдаты во главе Фьюри, Фантастическая Четвёрка а также Отто Октавиус, который разоблачает себя, что он и создал клонов. Фантастическая Четвёрка забирает Мэри Джейн в Здание Бакстера, чтобы ввести ей противоядие, безумный клон был против, однако солдаты Фьюри убивают его. Питер хочет отомстить Октавиусу за содеянное, но тот не боялся его угроз, так как сам находится под защитой ЦРУ, в отместку за то что создал для них пять клонов Питера, упомянув, что последним является Ричард Паркер, клон с фальшивыми воспоминаниями. Питер совершает сделку с Фьюри, обещая добровольно сдаться если ему разрешат поквитаться с Отто, Ник соглашается. Однако раскрывается, что Октавиус обладает супер-способностью управлять металлом, убив шестирукого клона, но несмотря на это Питер с поддержкой женского клона побеждает Доктора Осьминога. Тем временем другой клон Паркера, Ричард, умирает от старости в присутствие Сьюзен Шторм, с которой он привез тетю Мэй в больницу. Риду Ричардсу вместе с доктором Шторм удаётся найти противоядие для Мэри Джейн, в это время Питер навещает тётю Мэй, которая смогла оправиться и смиряется с тем, что ее племянник — Человек-паук. Фьюри освобождает Питера от ареста, однако его люди в тайне проводят исследование над его клоном в костюме Скорпиона и Гвен Стейси. В это время женский клон Питера в последний раз встречает парня, перед тем как начать новую жизнь. Парень вновь начинает встречаться с Мэри Джейн. А бывшая девушка Питера, Китти Прайд, узнав о похищении Мэри Джейн, вместе с Людьми-Икс прибыла помочь Человеку-Пауку, но становится свидетелем взаимоотношения между ним и Мэри Джейн.